# 마이클 터너 (축구 선수)
마이클 토머스 터너(Michael Thomas Turner, 1983년 11월 9일 ~ )는 잉글랜드의 전 축구 선수이다. 과거 수비수로 활약했다.